# Metaxymorpha apicerubra
Metaxymorpha apicerubra es una especie de escarabajo del género Metaxymorpha, familia Buprestidae. Fue descrita científicamente por Thery en 1923.